# Majdan at-Tahrir

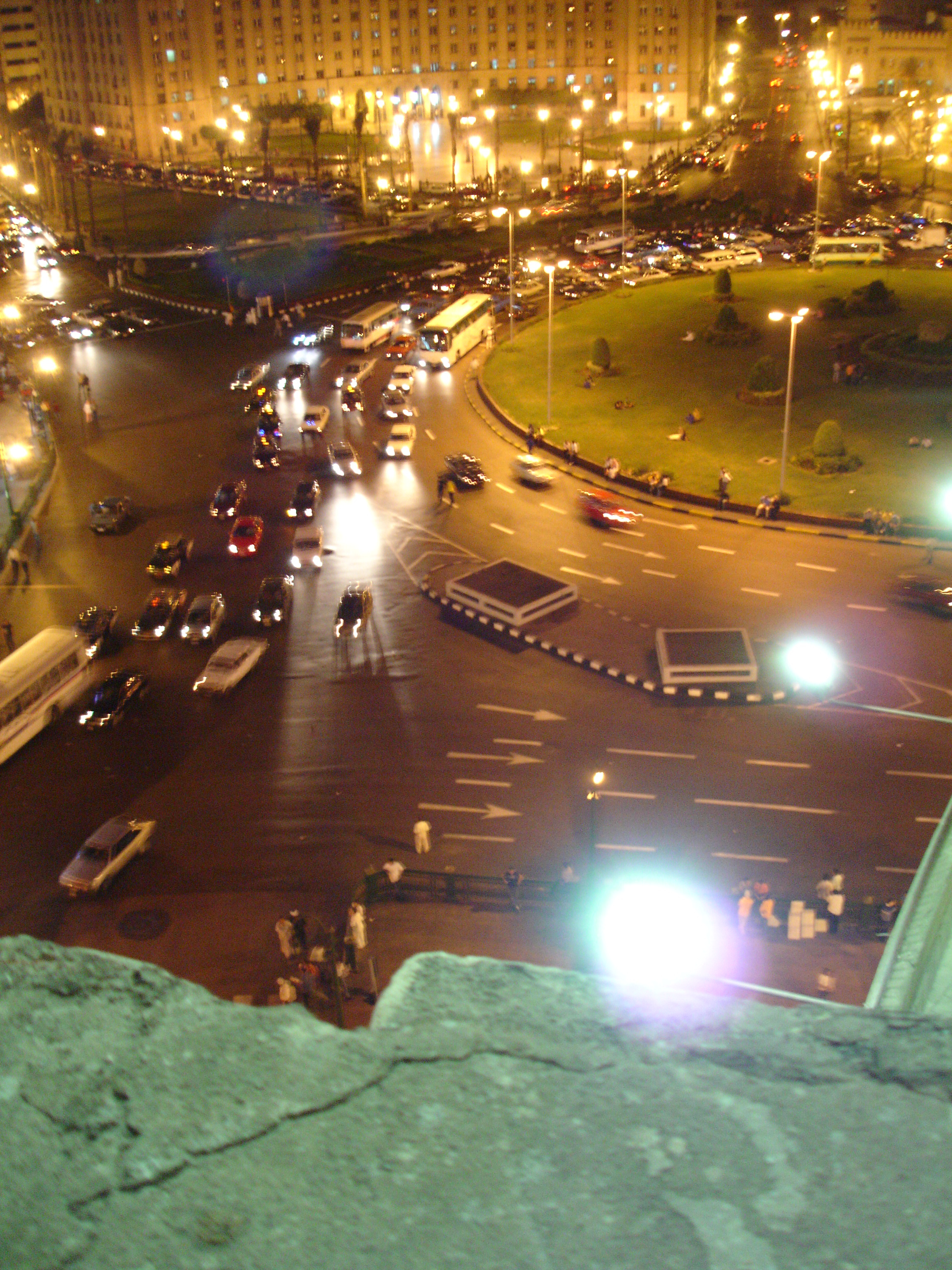
Majdan at-Tahrir nocą

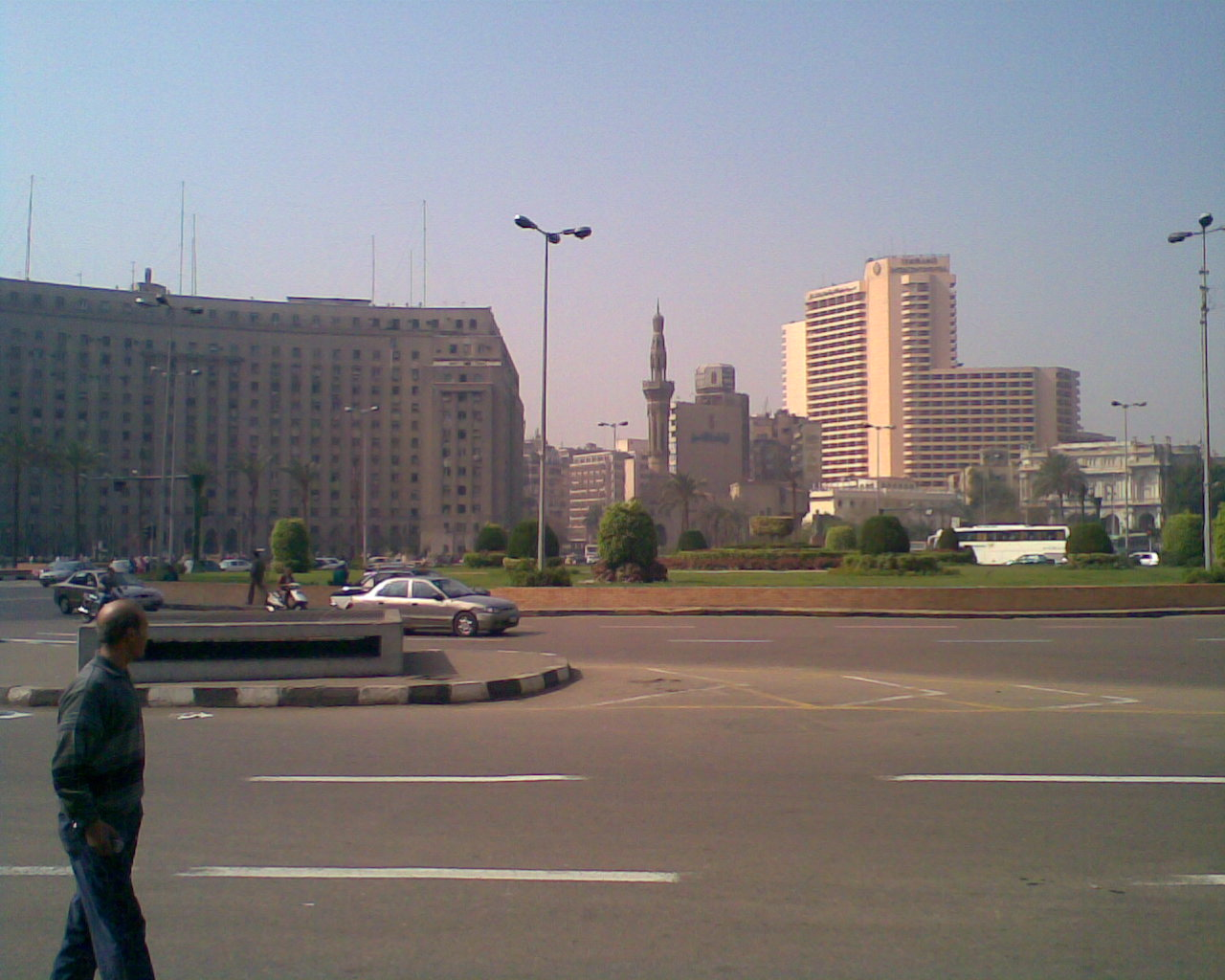
Majdan at-Tahrir z południowego zachodu

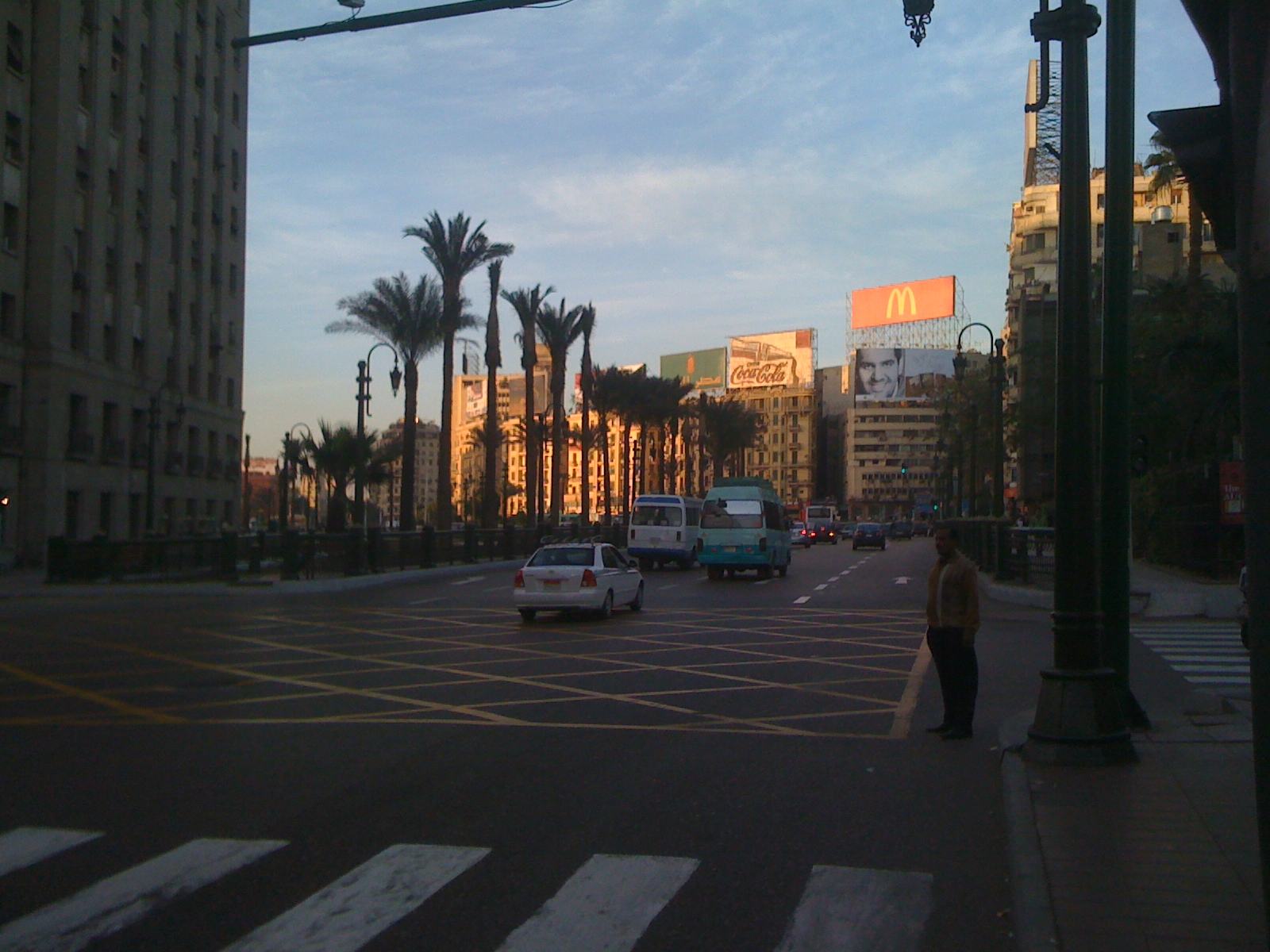
Widok z północnego zachodu na Majdan at-Tahrir z ulicy Kasr al-Ajn

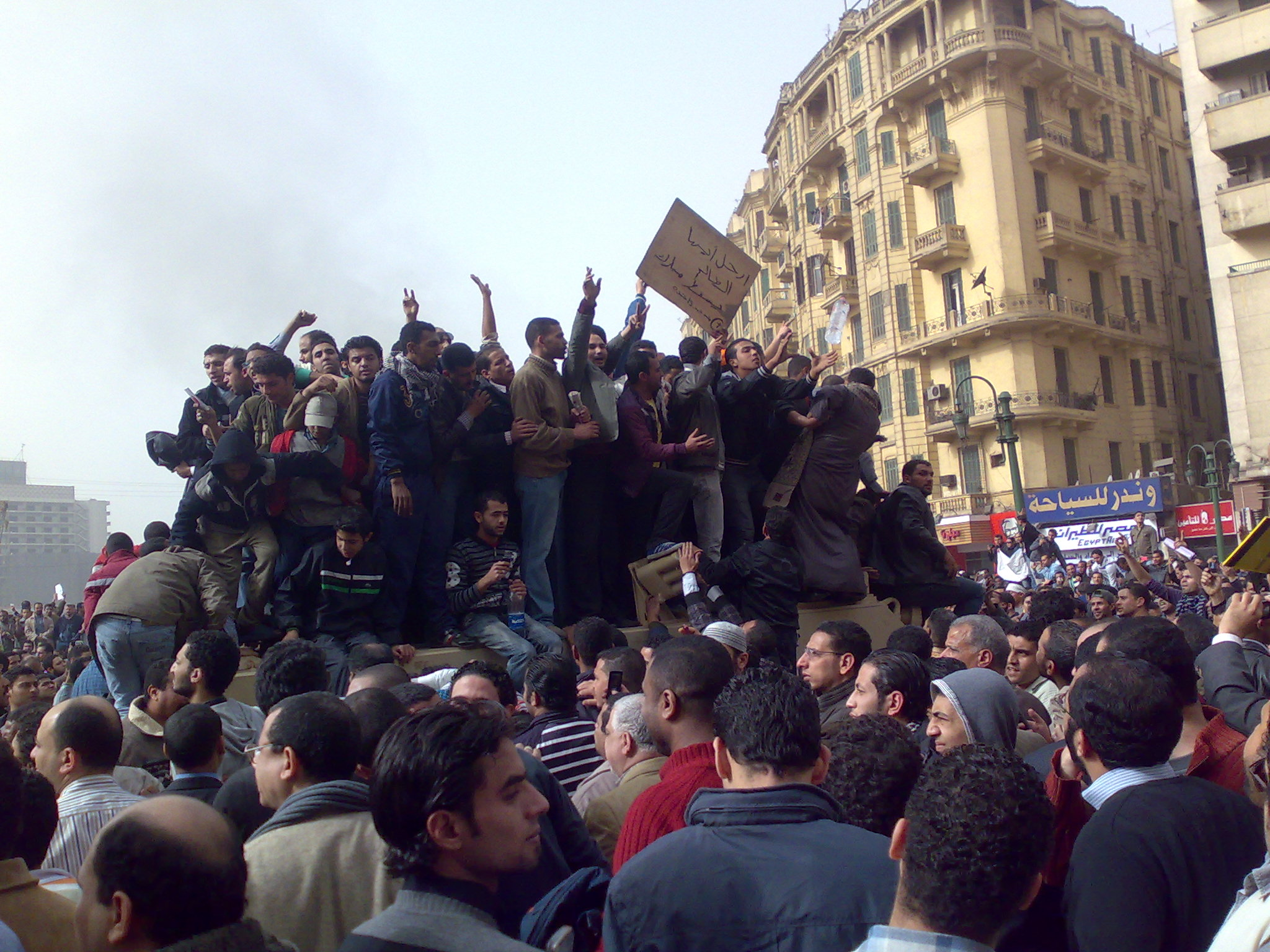
Demonstracje w lutym 2011 roku na Majdan at-Tahrir

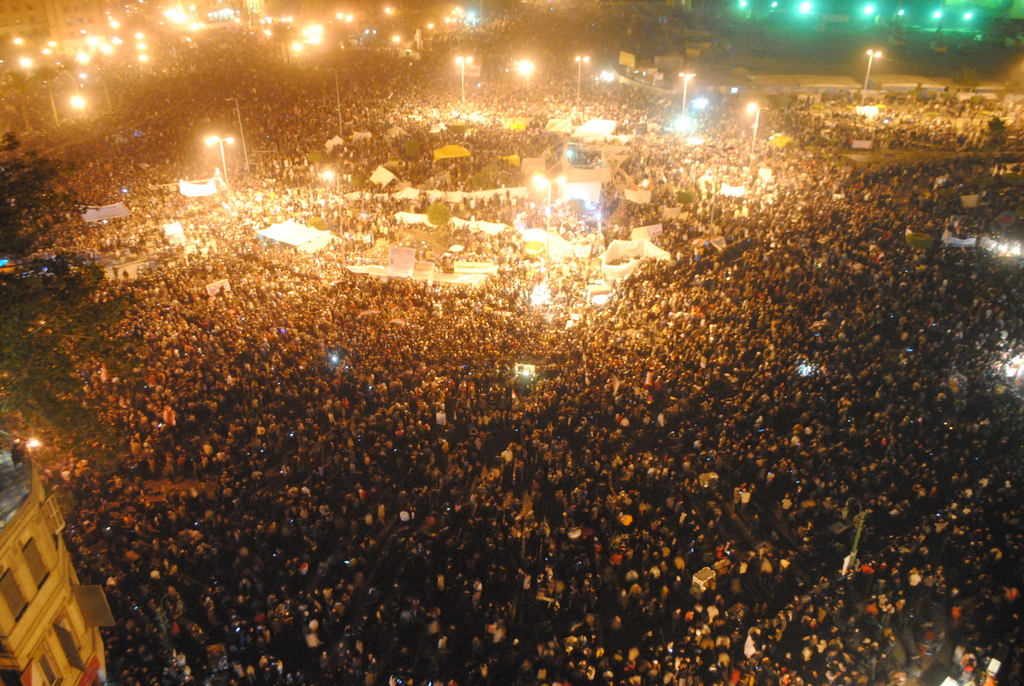
Demonstracja 22 listopada 2011

Majdan at-Tahrir, plac Tahrir (ar. ميدان التحرير, [meˈdæːn ettæħˈɾiːɾ] pol. tłum. Plac Wyzwolenia) – główny plac i centrum Kairu w Egipcie. Nazywany Sercem Kairu. Ma powierzchnię ok. 8000 m²
Plac został pierwotnie nazwany Majdan al-Isma’ilijja na cześć XIX w. władcy Ismaila Paszy, na którego zlecenie zaprojektowano nowe centrum stolicy. Po rewolucji egipskiej w 1952 roku, plac otrzymał obecną nazwę.

## Położenie
Majdan at-Tahrir położony jest przy północnym krańcu zabytkowej ulicy Kasr al-Ajn, w dzielnicy Kasr an-Nil. Oprócz wspomnianej ulicy, do placu dochodzą od zachodu i wschodu Szari at-Tahrir, od północy Mirit Barha, od północnego wschodu – Szari Tala al-Harb, od południowego wschodu Szari Muhammad Mahmud.

## Historia
Plac utworzony został na miejscu brytyjskich baraków Kasr an-Nil. W latach 60. XX w., kiedy Naser realizacji centralizacji w stylu ZSRR, wzniesiono przy placu dwa bloki dla urzędników oraz kilka dworców, które obsługują połączenia z każdą częścią kraju. W latach 70. XX w., gdy Anwar as-Sadat odrzucił propagowaną przez poprzednika doktrynę tzw. socjalizmu arabskiego na rzecz polityki otwartych drzwi (infitah) w stosunku do kapitalizmu zachodnioeuropejskiego przy placu wybudowano liczne szklane wieżowce.

## Infrastruktura
Układ drogowy placu jest ukształtowany w formie ronda z dużym trawnikiem pośrodku. Ulica Mirit Barha nie łączy się bezpośrednio z rondem, lecz przechodzi jego skrajem. Między rondem i ulicą Mirit Barha powstał dzięki temu duży, trójkątny skwer na którym znajduje się pomnik Umara Makrama. Plac Tahrir pełni rolę głównego węzła komunikacji miejskiej.
W okolicy Majdan at-Tahrir znajdują się: Muzeum Egipskie w Kairze, budynki centrali Narodowej Partii Demokratycznej, wklęsły rządowy budynek biurowy Mudżamma (siedziba ministerstw: Spraw Wewnętrznych, oraz Zdrowia i Edukacji, a także siedziba gubernatora miasta), budynek siedziby Ligi Arabskiej, Hotel Nile Hilton, Hotel Cleopatra, centrum kampusu Amerykańskiego Uniwersytetu w Kairze, budynki Ministerstwa Spraw Zagranicznych, meczet Umara Makrama i Instytut Goethego. Wokół placu i na przyległych ulicach znajdują się liczne kawiarnie, z których można obserwować toczące się życie na Majdan at-Tahrir. Około 250 m na południowy zachód od placu mieści się ambasada USA.
Przy placu znajduje się wejścia do stacji kairskiego metra Anwar as-Sadat (Sadat Station), które jest centrum skrzyżowania dwóch linii. Wejścia do tej stacji są wykorzystywane jako przejścia podziemne, zapewniające połączenie dworców i znajdujących się przy placu budynków z głównymi ulicami odchodzącymi od Majdan at-Tahir.

## Zamachy
W roku 1993 w budynku Wadi el-Nil wybuchła bomba podłożona przez radykalną islamską organizację Bracia Muzułmańscy. 16 marca owego roku, wybuch bomby uszkodził pięć autobusów turystycznych przy Muzeum Egipskim. A 18 września 1997 również pod tym muzeum w wyniku wybuchu bomby zginęło 9 niemieckich turystów oraz ich kierowca. 30 kwietnia 2005 roku w tym samym miejscu zamachowiec samobójca, zdetonował bombę raniąc siedem, w tym czterech obcokrajowców.

## Miejsce protestów i zamieszek
Plac jest tradycyjnym miejscem dla wielu większych protestów i demonstracji. Wielkie zamieszki miały tu miejsce: w 1952 roku przeciwko dominacji brytyjskiej w Egipcie, korupcji i postawie moralnej władz; 18-19 stycznia 1977 roku przeciwko polityce gospodarczej prezydenta Anwara Sadata Infitah (79 osób zginęło, a setki zostało rannych), w marcu 2003 roku (protest przeciwko wojnie w Iraku) organizowany przez radykalnych islamistów oraz krwawe protesty i zamieszki w styczniu 2011 roku. 1 lutego 2011 w na placu doszło do najliczniejszych wystąpień od czasu wybuchu protestów. W zorganizowanym tam „Marszu Miliona” uczestniczyło co najmniej milion osób. Od 2 lutego dochodziło tam do wielkich starć między zwolennikami prezydenta Husniego Mubaraka, a jego przeciwnikami. Od 18 listopada 2011 trwały tam zamieszki pomiędzy protestującym przeciwko rządom generałów a wojskiem. Zginęło tam ponad 40 osób, a ponad 2000 zostało rannych.